# Rantířov
Rantířov (en allemand : Fussdorf) est une commune du district de Jihlava, dans la région de Vysočina, en République tchèque. Sa population s'élevait à 462 habitants en 2024.

## Géographie
Rantířov est arrosée par la rivière Jihlava et se trouve à 6 km à l'ouest de Jihlava et à 108 km au sud-est de Prague.
La commune est limitée par Vyskytná nad Jihlavou à l'ouest et au nord, par Jihlava au nord-est, à l'est et au sud, et par Dvorce au sud-ouest.

## Histoire
La première mention écrite de la localité date de 1359.

## Galerie

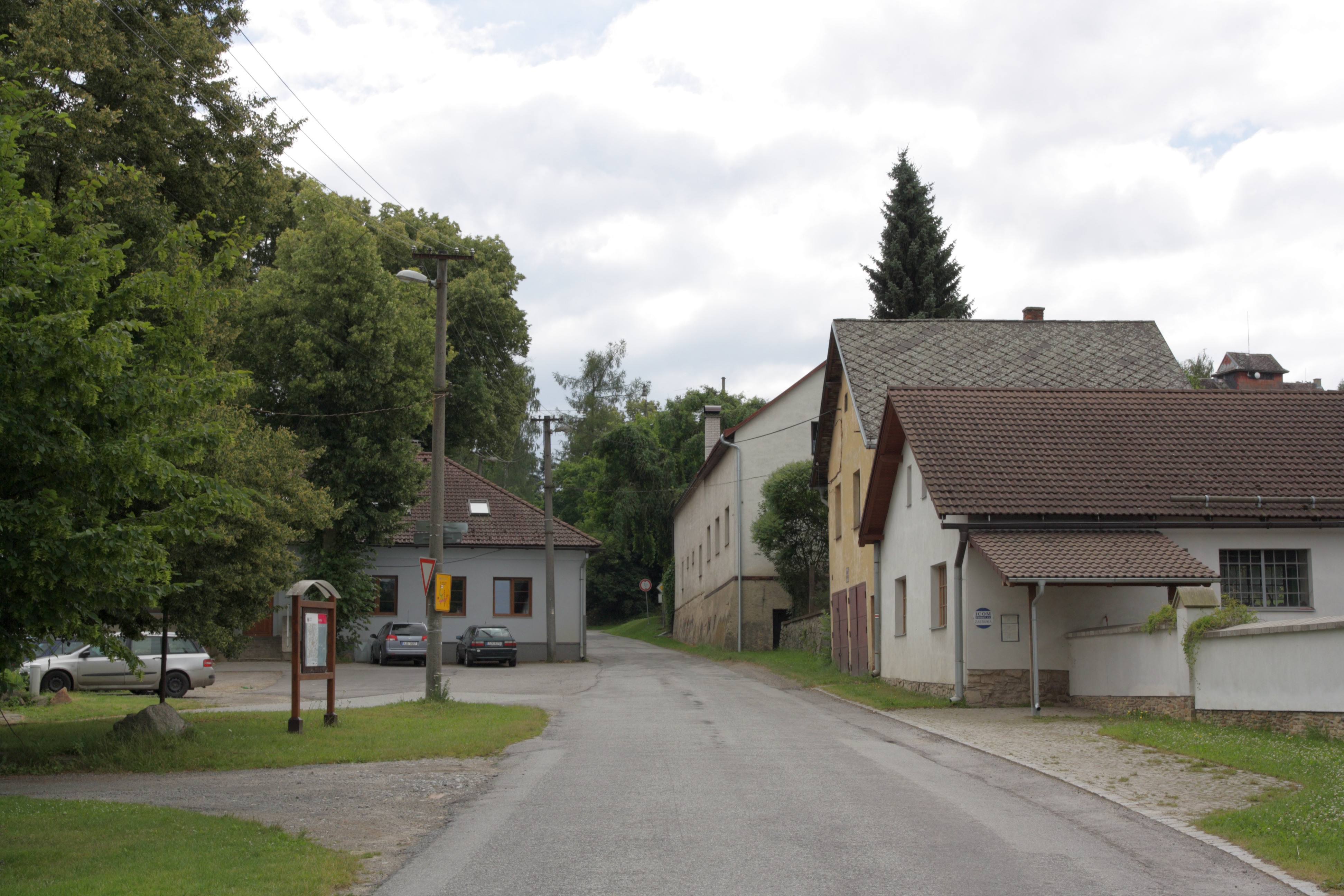
Centre de Rantířov.
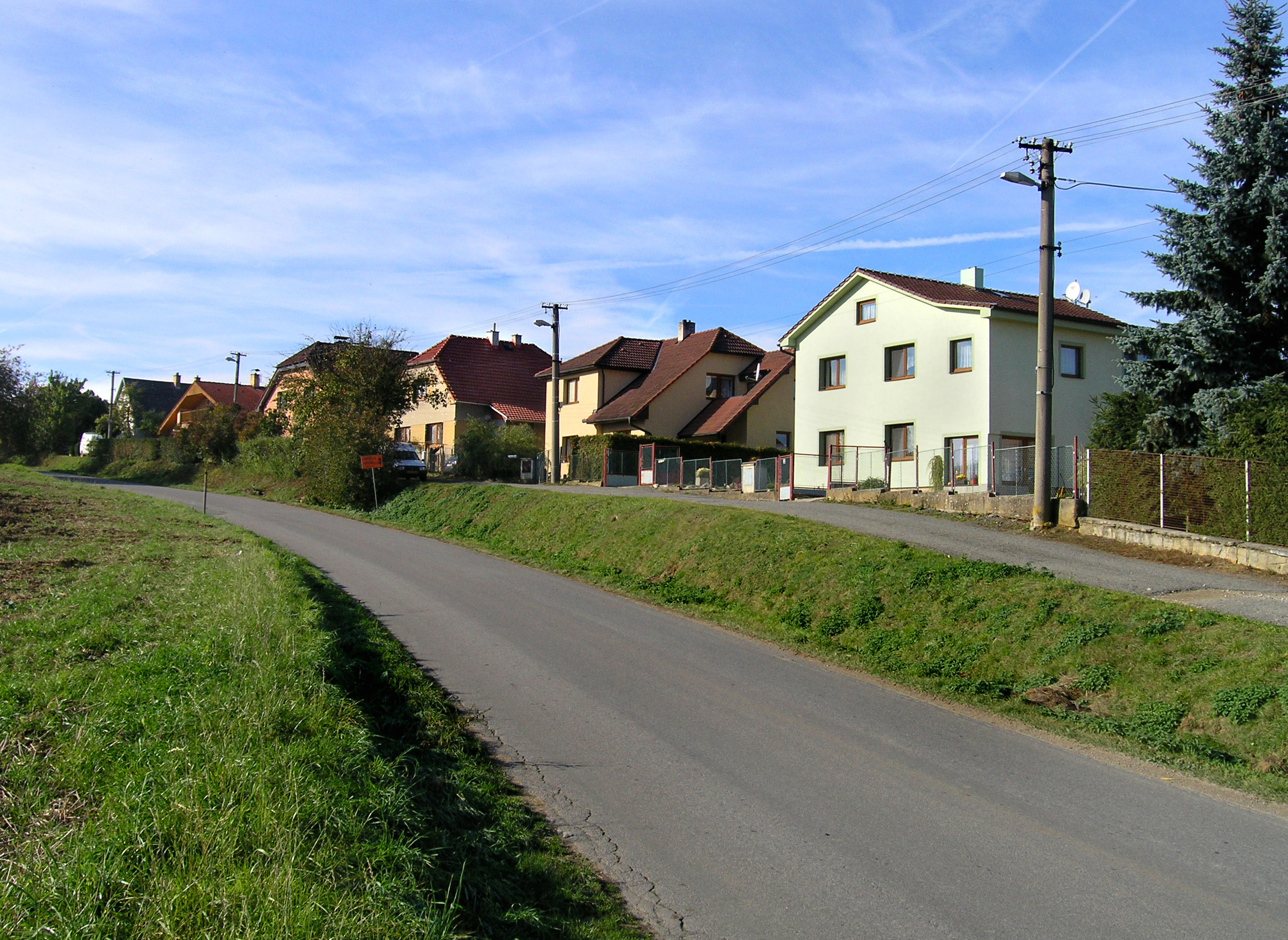
Rantířov : partie est.

## Transports
Par la route, Rantířov se trouve à 6,7 km de Jihlava et à 127 km de Prague.